# Isoctenus griseolus
Isoctenus griseolus là một loài nhện trong họ Ctenidae.
Loài này thuộc chi Isoctenus. Isoctenus griseolus được Cândido Firmino de Mello-Leitão miêu tả năm 1936.